# 大兴乡 (黑山县)
大兴乡，是中华人民共和国辽宁省锦州市黑山县下辖的一个乡镇级行政单位。

## 行政区划
大兴乡下辖以下地区：
大兴村、郑家村、狼洞村、三家子村、大吴台村、杨家窝铺村、周家窝铺村和孟小村。